# Сливинская, Эдита
Эди́та Сливи́нская (пол. Edyta Śliwińska; 6 мая 1981, Варшава, Польша) — польско-американская танцовщица. Обладательница многочисленных призов и титулов соревнований по бальным танцам. 

## Биография
Эдита Сливинская родилась 6 мая 1981 года в Варшаве (Польша). Окончила Калифорнийский университет в Лос-Анджелесе.
Участница американского телепроекта «Танцы со звёздами».
С 1 сентября 2007 года Эдита замужем за танцором Алеком Мазо, с которым она встречалась 7 лет до их свадьбы. У супругов есть двое детей — сын Майкл Александр Мазо (род. 04.01.2014) и дочь Лейя Джозефин Мазо (род. 18.06.2017).